# Perissandria sikkima
Perissandria sikkima är en fjärilsart som beskrevs av Moore 1867. Perissandria sikkima ingår i släktet Perissandria och familjen nattflyn. Inga underarter finns listade i Catalogue of Life.